# 丸
【丸】 — китайський ієрогліф. Один з 996 ієрогліфів, обов'язкових для вивчення в японській початковій школі.Дуже часто використовується на письмі в японській мові.

## Значення
1. круг, куля.
2. кулька.
3. повнота.
4. круглий, кулеподібний.
5. округляти, заокруглювати (річ).
6. загладжувати.
7. покотити(ся).
8. повністю.
9. куля (рушниці).
10. дзвінок (круглий).
11. яйце.
12. кругла таблетка.
13. туш; суфікс для рахування тушових кульок.
14. (яп.) мару:
1) двір (замку).
2) монета (жаргон).
3) суфікс для імен людей, мечів, кораблів.

- В китайських і корейських словниках:

Ключ: 3 (丶 + 2);  Кількість рисок: 3.
Введення ієрогліфа методом цанзє: 大弓戈 (KNI); Введення ієрогліфа чотирикутним методом: 50017. .
- В японських словниках:

Ключ: 5 (乙 + 2);  Кількість рисок: 3.
; . .

## Прочитання
| Китайська         |                   |                   |                   |                 |                 |
| Мандаринська мова | Мандаринська мова | Мандаринська мова | Мандаринська мова | Кантонська мова | Кантонська мова |
| чжуїнь            | піньїнь           | Вейд-Джайлз       | кирилиця          | ютпхін          | Єль             |
| ㄨㄢˊ             | wán (wan2)        | wan2              | вань              | jyun2 jyun4     | yun2 yun4       |

| Корейська |         |               |              |          |          |
|           | хангиль | стара латинка | нова латинка | Єль      | кирилиця |
| Звук:     | 환      | hwan          | hwan         | hwan     | хван     |
| Назва:    | 둥글    | tunggǔl       | dunggeul     | twungkul | тунгиль  |

| Японська |                       |                      |                      |
|          | кана                  | латинка              | кирилиця             |
| Он:      | がん かん             | gan kan              | ґан кан              |
| Кун:     | まる い まるめる たま | maru i marumeru tama | мару й марумеру тама |
| Ім'я:    | まろ わに             | maro wani            | маро вані            |